# Emma Mackey
Emma Margaret Marie Tachard-Mackey (Le Mans, 4 januari 1996) is een Frans-Britse actrice. Zij is vooral bekend van haar rol als Maeve Wiley in de Netflix-serie Sex Education.

## Biografie
Emma Mackey is de dochter van een Franse vader en een Britse moeder. Ze groeide op in Sablé-sur-Sarthe en behaalde in 2013 haar International Baccalaureate bij de L'académie de Nantes. Later studeerde ze theaterwetenschappen aan de Universiteit van Leeds, waar ze ook meespeelde in theaterproducties in het Workshop Theatre en toneelstukken regisseerde voor de toneelgroep van de universiteit.

## Carrière
Mackey deed modellenwerk voor de zomercollectie van 2017 van AIDA Shoreditch. In 2016 speelde ze een rol als Michelle in de horrorfilm Badger Lane. In 2018 vertolkte ze de rol van Isabelle in de dramafilm Summit Fever.
In de serie Sex Education (2019) van Netflix heeft Mackey de rol van Maeve Wiley, een bad girl die haar medestudent Otis Milburn (Asa Butterfield) overtuigt om een ondergrondse sekstherapiepraktijk op te starten op school. Voor Mackey is Sex Education de eerste grote televisieserie waarin zij meespeelt.

## Filmografie
| Jaar | Titel             | Rol                     | Opmerking     |
| ---- | ----------------- | ----------------------- | ------------- |
| 2016 | Badger Lane       | Michelle                | Televisiefilm |
| 2018 | Summit Fever      | Isabelle                | Film          |
| 2019 | Sex Education     | Maeve Wiley             | Serie         |
| 2021 | Eiffel            | Adrienne Bourgès        | Film          |
| 2022 | Death on the Nile | Jacqueline de Bellefort | Film          |
| 2022 | Emily             | Emily Brontë            | Film          |
| 2023 | Barbie            | Physicist Barbie        | Film          |
| 2025 | Alpha             | verpleegkundige         | Film          |